# II. Péter ciprusi király
II. Péter (1357 – Nicosia, 1382. október 13.), uralkodói mellékneve: Kövér Péter, olaszul: Pietro II di Cipro, franciául: Pierre II le Gros de Lusignan, görögül: Πέτρος Β' της Κύπρου, Ciprus királya és címzetes jeruzsálemi király. A Lusignan(-Poitiers)-ház tagja.

## Élete
Édesapja I. Péter ciprusi király, IV. Hugó ciprusi királynak és Ibelin Aliznak a legidősebb, de apjának másodszülött fia.
Édesanyja Aragóniai Eleonóra, I. Péter aragón királyi hercegnek, Ribagorça és Prades grófjának, II. Jakab aragón király és Anjou Blanka nápolyi királyi hercegnő fiának és Foix Johannának a leánya.
1368-ban a IV. Konstantinnal elégedetlen örmény nemesek felajánlották apjának az örmény trónt, amelyet ő el is fogadott, és előkészületeket tett az örményországi utazás érdekében. Az I. Péterrel elégedetlen ciprusi bárók viszont merényletet készítettek elő apja ellen, és 1369. január 16-án nicosiai palotájában álmában rajtatörtek és meggyilkolták. A gyilkosságba be volt avatva I. Péter két öccse, János (Aragóniai Konstancia ciprusi és örmény királyné 3. férje) és Jakab, de édesanyja, Ibelin Aliz anyakirályné nem tudott a tervről. I. Péter özvegye, Eleonóra királyné lett ekkor a kiskorú fiuk, a 12 éves II. Péter nevében a régens sógorával, János herceggel együtt, akinek nem bocsátotta meg a férje elleni merényletet, és 1375-ben genovai segédlettel meggyilkoltatta.
1374-ben választották örmény királlyá a Lusignan-ház örmény ágából származó, de száműzetésben Cipruson élő Lusignan Leót, akinek nagy nehézségekbe ütközött az utazás költségeinek az előteremtése, és feleségének Soissons Margitnak a birtokait is át kellett engednie a ciprusi anyakirálynénak, Aragóniai Eleonórának. II. Péter  csak kis számú katonai kíséretet bocsátott a választott örmény király rendelkezésére, akit ugyan örmény királlyá koronáztak, de 1375-ben az egyiptomiak elfoglalták az örmény fővárost, Sziszt, és V. (Lusignan) Leó örmény királyt a családjával Kairóba deportálták.
Kövér Péter 1376. április 2-án Milánóban képviselők útján házasságot kötött Visconti Valentina milánói úrnővel. A tényleges esküvőre 1378 szeptemberében került sor Nicosiában, a Szent Bölcsesség Székesegyházban. 
Házasságukból egyetlen, ismeretlen nevű leánygyermek született 1379-ben, de ő még apja halála, 1382. október 13-a előtt meghalt. 
Eleonóra anyakirályné és menye, Visconti Valentina, az ifjabb királyné között súrlódások voltak, ezért Eleonóra elhagyta Ciprust, és visszatért hazájába.
II. Péter 1382. október 13-án Nicosiában halt meg, és a nicosiai dominikánus templomban helyezték örök nyugalomra. Lányuk halála után a felesége szeretett volna királynő lenni, de sem Péternek az özvegye, sem a húga, Lusignan Margit hercegnő (Lusignan Péter anyja), sem húgának későbbi férje, ifjabb Jakab, aki Lusignan János régensnek a fia volt, nem lett Ciprus új uralkodója, hanem egyetlen, még élő, de genovai fogságban sínylődő nagybátyja, idősebb Jakab követte a trónon annak ellenére, hogy ő IV. Hugó negyedszülött fia volt, míg Ifjabb Jakab a harmadszülött fiúnak, Jánosnak volt a fia.
Anyja, Eleonóra özvegy királyné túlélte mindegyik gyermekét, és nyolcvannégy éves korában halt meg dédnagymamaként.

## Gyermeke
- Feleségétől, Visconti Valentina (1360/62–1393) milánói úrnőtől, 1 leány:
  - N. (leány) (1379–1382. április előtt) ciprusi királyi hercegnő és trónörökös